# Barry Goldwater
Barry Morris Goldwater (2. ledna 1909 Phoenix – 29. května 1998 Paradise Valley) byl americký konzervativní politik, republikánský kandidát na prezidenta ve volbách v roce 1964.
Narodil se v roce 1909 v Phoenixu v Arizonském teritoriu (Arizona byla přijata za stát až v roce 1912). Jeho otec byl Žid, jehož rodina používala příjmení Goldwater namísto původního Goldwasser již nejméně od roku 1860. Rodina jeho otce založila velký obchodní dům Goldwater's ve Phoenixu. Jeho matka byla protestantka, mezi jejíž předky patřil i Roger Williams, zakladatel kolonie Rhode Island. Hlásila se k Episkopální církvi a tuto víru přejal i Barry.
Barry Goldwater byl v celkem pěti funkčních obdobích senátorem (1953–1965 a 1969–87) za stát Arizona. V roce 1964 kandidoval za Republikánskou stranu na prezidenta Spojených států amerických, ale ve volbách byl poražen demokratem Lyndonem B. Johnsonem. Během prezidentské kampaně prezentoval Goldwater výrazně antikomunistické postoje a odmítal politiku smiřování se Sovětským svazem. Chtěl nejen jeho zadržování, ale vytlačování, to znamená osvobození východní Evropy. Získal vysokou volební podporu v amerických jižanských státech, které byly do té doby baštou Demokratické strany. V roce 1964 byl schválen Civil Rights Act zaručující rovnost bez ohledu na rasu, barvu pleti, vyznání a pohlaví, proti kterému se Goldwater vymezoval, přestože sám byl antirasista, protože odmítal zásah do osobních práv a do zákonů jednotlivých států v případě zákazu rasismu ve veřejných zařízeních. Jižanské státy dlouhodobě (bez ohledu na stranické preference) podobným zákonům nebyly nakloněny, zatímco schválení zákona podporovali demokratičtí prezidenti Kennedy a Johnson.
V 80. letech se stavěl proti vzrůstajícímu vlivu křesťanské pravice v Republikánské straně.